# Гужовский сельский совет (Ичнянский район)
Гужовский сельский совет (укр. Гужівська сільська рада) — входит в состав
Ичнянского района
Черниговской области
Украины.
Административный центр сельского совета находится в 
с. Гужовка
.

## Населённые пункты совета
- с. Гужовка